# Dorila Castell de Orozco
Dorila Castell de Orozco   (San Carlos, 8 de desembre de 1845 - Montevideo, 20 de setembre de 1930) va ser una poeta i mestra uruguaiana que va escriure en diverses publicacions sota el pseudònim «Una Oriental».

## Biografia
Dorila Castell Ducrosé va néixer a Sant Carlos (Uruguai) el 1845, sent els seus pares Francisco Castell i Adelaida Ducrosé. Els seus estudis de magisteri els va realitzar a Buenos Aires, llicenciant-se a finals de 1865. A partir d'aquest moment es va radicar a Paysandú, on va donar classes en una escola de nenes de nord de la ciutat., inspirant a la seva germana petita Adela Castell a continuar la seva carrera d'educadora. Va continuar amb la seva tasca docent fins a poc després de la reforma Vareliana. Va contreure matrimoni als 17 anys amb el militar Justiniano Orozco y Zambrano.
Des de 1875 i durant una dècada, va col·laborar amb diversos diaris de Paysandú, com La ondina del Plata i El álbum del hogar, els quals estaven dirigits per Luis Telmo Pintos i Gervasio Méndez, respectivament. Així mateix, els seus textos van aparèixer a La alborada literaria del Plata de Buenos Aires, sota la direcció de Josefina Pelliza de Sagasta i Dolores Larrosa de Ansaldi. També va publicar textos a La Revista, dirigida per Julio Herrera y Reissig.
Va publicar Flores marchitas el 1880, el qual va ser un opuscle que va contenir algunes de les seves poesies. El mateix va rebre crítiques favorables per importants escriptors de l'Uruguai i l'Argentina. Un altre volum de les seves poesies, Voces de mi alma, va ser publicat el 1925.
Va ser germana de la també poeta Adela Castell, qui va escriure sota el pseudònim «Zulema» i va col·laborar amb diversos diaris, com La ondina del Plata, El álbum del hogar, El indiscreto i La alborada literaria del Plata.

## Obra
- Flores marchitas (1880).
- Voces de mi alma (1925).